# Frodsham
Frodsham è un paese di 8.940 abitanti della contea del Cheshire, in Inghilterra.